# 존 머니

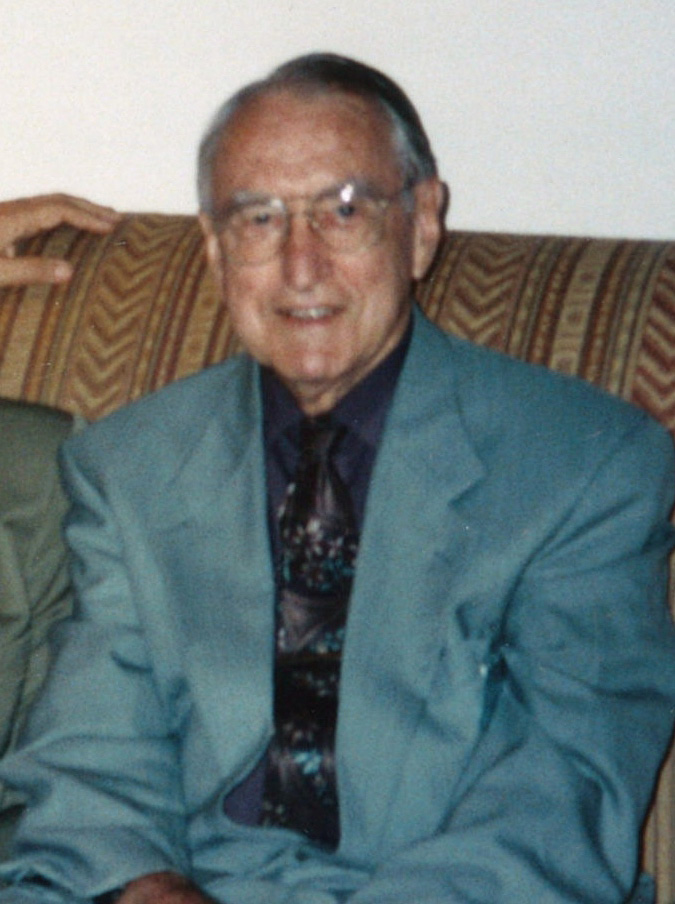

존 윌리엄 머니(영어: John William Money, 1921년 7월 8일 ~ 2006년 7월 7일)는 뉴질랜드 출신의 심리학자, 성과학자이다. 성 정체성의 개인적 형성에 관한 젠더의 사회적 구조에 대한 영향에 대한 최초의 연구자 중의 한 명이다. 성정체성, 젠더 역할, 성지향이란 어휘를 최초로 소개했다. 그의 글은 여러 나라 언어로 번역되어 약 2000여개의 글과 책들로 세계적으로 영향을 끼쳤다. 그러나 핵심 연구 결과중 하나가 날조였으며, 개인의 삶을 파괴한 것으로 드러나 지탄받고 있다.

## 논란
데이비드 라이머 사례를 통해 성정체성은 양육에 의해 만들어진다고 주장했으나 거짓으로 밝혀져 많은 논란을 일으켰다.